# Страутман, Евгений Иоганович
Евгений Иоганович Страутман (19 декабря 1913—16 мая 1995) — советский териолог, охотовед, охранник природы, проработавший всю жизнь в Казахстане, кандидат биологических наук, автор первоописания мышовки Страутмана.

## Биография
Родился 19 декабря 1913 года в Челябинске в семье Иогана Христиновича Страутмана (1888—1938), старшего электромеханика телеграфа. Отец был по происхождению латышом, родом из Курляндской губернии. В 1916 году семья переехала в Семипалатинск, где отец продолжал работать старшим электромехаником телеграфа. В 1929 году Иоганн Христиан перешёл работать на железную дорогу «Турксиб». В 1937 году его перевели Управление Турксиба в Алма-Ате. 5 июня 1938 года его арестовало УНКВД и 28 октября того же года по обвинению в ст. 58-10 УК РСФСР тройка при УНКВД Алма-Атинской области приговорила к ВМН. О гибели отца сыновья узнали только после его реабилитации в 3 сентября 1955 года.
В 1935 году Евгений Страутман поступил в Томский университет. Большое влияние на него оказали лекции по охотоведению, которые в те годы читал А. И. Янушевич. Окончив университет, Евгений с 1940 по 1943 год работал охотоведом в Лосиноборском промыслово-охотничьем хозяйстве (ПОХ) в Красноярском крае. В 1943 году мобилизован в Красную армию, до конца войны был на фронте. 20 мая 1945 награждён медалью «За боевые заслуги» за то, что выполнил задание командования по строительству блиндажей для политотдела на командном пункте под артиллерийским обстрелом, несколько суток без отдыха работал в 326 ОМСБ по переноске раненных. В ноябре 1945 года, демобилизовавшись, прибыл в Алма-Ату. В Алма-Ате он прожил и проработал всю оставшуюся жизнь, 50 лет. С 1945 года поступил на работу младшим научным сотрудником в Институт зоологии АН КазССР.
В 1946—1959 годы изучал экологию ондатры и результаты её акклиматизации. Для этого обследовал долины рек Чу, Или, Аксу, Лепсы, Чёрного Иртыша, озёра Зайсан, Алаколь и Сасыкколь и многие водоёмы на севере и западе Казахстана. По результатам этих работ в 1963 году издана монография «Ондатра в Казахстане».
В 1947—1949 годы занимался изучением фауны Южного Алтая. В 1950 году защитил кандидатскую диссертацию по теме «Фауна млекопитающих южного Алтая и перспективы её реконструкции». Но важнейшим результатом этих исследований было описание нового вида млекопитающих — алтайской серой мышовки, которую в последние годы часто называют мышовкой Страутмана.
С 1965 по 1974 год работал заместителем директора по науке института зоологии АН КазССР.
Полевыми исследованиями в научных экспедициях занимался на протяжении 40 лет, вплоть до 80-х годов. Собранные им материалы вошли в монографию «Звери Казахстана» (1953) в соавторстве с А. В. Афанасьевым, В. С. Бажановым, М. Н. Кореловым, А. А. Слудским. Следующим этапом обобщений по териофауне Казахстана была подготовка многотомника «Млекопитающие Казахстана», публикация которого заняла 17 лет, с 1969 по 1985 год. После смерти в 1978 году главного организатора и редактора этого издания, директора института А. А. Слудского Евгений Иоганович собрал и отредактировал 4 тома (в 1981 том III часть 1; в 1982 том III часть 2 (оба посвящены хищным); в 1984 том III часть 4 (копытные) и в 1985 том IV (насекомоядные и рукокрылые).
Разработанная в 1961 году Е. И. Страутманом методика учёта ондатры до их пор используется охотоведами Казахстана и близлежащих стран. Много сил и энергии Евгений Иоганович уделял проблемам охраны природы Казахстана. Его перу принадлежит ряд очерков и общее введение в первом издании Красной книги Казахской ССР.
В 1985 году награждён юбилейным Орденом отечественной войны 2-й степени.
Скончался 16 мая 1995 года в Алма-Ате.

## Семья
- Брат — Фёдор (1912—1967), советский териолог и орнитолог, автор монографии по птицам Карпат.
- Брат — Георгий (1921, Челябинск — ?), младший сержант, командир орудия 204-го гаубичного артиллерийского полка 6-й стрелковой дивизии 4-й армии Западного особого военного округа. Принял бой 22 июня 1941 в Брест-Литовске[9].